# TTYLXOX
TTYLXOX – trzeci singiel zamieszczony na albumie Shake It Up: Live 2 Dance. Wykonała ją Bella Thorne, a napisali Jeannie Lurie, Aris Archontis i Chen Neeman. Piosenka została wydana 6 marca 2012.

## Tło i kompozycja
Utwór jest trzecim singlem zamieszczonym na albumie Shake It Up: Live 2 Dance i został użyty w odcinku serialu Taniec rządzi pod nazwą „Judge It Up”, który miał premierę w USA 11 marca 2012. Pełna nazwa piosenki to: „Talk To You Later, Hugs and Kisses”.

## Teledysk
Teledysk został wydany 9 marca 2012 roku podczas premiery nowego odcinka serialu Jessie. Powstał też mash-up video z piosenką Something to Dance For, najpierw Zendaya zaczyna śpiewać i tańczyć, a potem Bella Thorne, a na samym końcu obydwie zaczynają tańczyć i śpiewać. Została wydana również na YouTube i Vevo 2 godziny po pierwotnej światowej premierze.